# قائمة الآثار الجانبية للديجوكسين
قائمة بالأعراض الجانبية للديجوكسين
الديجوكسين هو دواء يستحدم على نظاق واسع حيث يعرف بفعاليته في العديد من الأمراض القلبية عند البالغين والأطفال. بعض الأعراض الجانبية متوقعّة، وبعضها شائع لكن خطير، وبعضها غير شائع وغير خطير وبعضها نادر ولكن خطير.

## البالغين
1.1.	شائع جداً (نسبة الحدوث > 10٪)
1.2.	شائع (نسبة الحدوث 1-10٪)
1.3.	تهدد الحياة
1.4.	نادر (<0.1٪)
2.	الأطفال
3.	الاعتبارات المتعلقة بكبار السن
4.	السميّة
5.	الأعراض الجانبية الأخرى الناجمة عن التداخلات الدوائية
6.	الأعراض الجانبية الأخرى الناجمة عن المكملات الغذائية
7.	اضطرابات الرؤية
8.	المراجع
9.	الببليوغرافيا
10.	روابط خارجية
البالغين

### شائع جداً (نسبة الحدوث > 10٪)
التعب
الغثيان
التقيؤ
فقدان الشهية
بطء دقات القلب 

### شائع (نسبة الحدوث 1-10٪)
الصداع
الضعف والوهن 
تغيُّم الرؤية
الرؤية الصفراء أو الخضراء
تغيرات في التخطيط الكهربائي للقلب
إحصار القلب الأذيني البطيني
إحصار القلب الجيبي الأذيني 
الإسهال
نقص صفائج الدم 
اضطراب المواد الكهرلية في حالات التسمم الحاد بالديجوكسين 

### تهدد الحياة
اختلال النَّظْم القَلْبِيّ

### نادر (<0.1٪)
الفشل القلبي التنفسي

## الأطفال
يمكن أن يوصف الديجوكسين للأطفال لعلاج اختلالات وعيوب القلب. من الأعراض الجانبية المحتملة: اختلال النَّظْم القَلْبِيّ، الغثيان، التقيؤ، معدل ضربات القلب أبطأ من الطبيعي، وفقدان الشهية. وقد يظهر الأطفال أعراض جانبية إذا كانوا يتلقّون الرضاعة الطبيعية. وأيضاً يمتص الرضيع الديجوكسين في الرحم.

## الاعتبارات المتعلقة بكبار السن
تنخفض وظيفة الكلى تدريجياً كلما تقدم الشخص في العمر. ومن المرجح أن يكون كبار السن يعانون من نقص الوزن. إضافةً إلى ذلك، عادة يكون كبار السن لديهم جفاف ويتناولون أدوية أخرى. تساهم هذه العوامل في زيادة احتمال حدوث الأعراض الجانبية للديجوكسين وظخور سمية الديجوكسن. غالباً يؤخد تقليل الجرعة بعين الاعتبار من قِبل واصف الدواء.

## السميّة
تستخدم الأعراض الجانبية المتعلقة بالسمية لتقييم المدى العلاجي لدى الشخص. في حالة السمية، تقدم التدابير الداعمة المعتادة. إذا ثبت حدوث عدم انتظام في ضربات القلب مقلق، أو حدوث ارتفاع نسبة البوتاسيوم في الدم بشكل خبيث(ارتفاع مستوى البوتاسيوم بسبب شلل في مضخات الصوديوم والبوتاسيوم عند الغشاء الخلوي المغتمدة غلى الطاقة (ATPase-dependent Na/K pumps)), والترياق المخصص للديجوكسين هو مضادات الديجوكسين (أجسام مضادة تهاجم الديجوكسين، الاسم التجاري ديجيبيند وديجيفاب). ولا يتم إزالة الديجوكسين من الجسم في حالات علاج التسمم بواسطة غسيل الدم أو غسيل الكلى البريتوني بفعالية كافية[بحاجة لمصدر].

## الأعراض الجانبية الأخرى الناجمة عن التداخلات الدوائية
يمكن أن تصبح الأعراض الجانبية أكثر وضوحاً بسبب التداخلات الدوائية بين الديجوكسين والمواد التالية: الثيازيد، ومدرات البول، بيبيراسيلين، تيكارسيلين، الأمفوتريسين ب، الكورتيزون، والاستخدام المفرط للملين. ومواد أخرى مثل الأميودارون وبعض البنزوديازيبينات والسيكلوسبورين وديفنوكسيلات وإندوميتاسين وإتراكونازول وبروبافينون وكوينيدينو كينين وسبيرونولاكتون وفيراباميل ممكن أن تؤدي إلى زيادة نسبة حدوث الأعراض الجانبية. ومن المحتمل زيادة تركيز الديجوكسين في البلازما عند استخدام الأدوية المضادة للملاريا مثل هيدروكسي كلوروكين.
المرضى الذين يتناولون الديجوكسين يجب عليهم تجنب أخذ الزعرور البري.

## الأعراض الجانبية الأخرى الناجمة عن المكملات الغذائية
يمكن أن تصبح الأعراض الجانبية واضحة بسبب التداخلات والتفاعلات بين الديجوكسين والعديد من المواد مثل: عرق السوس(الأَلُوَّة من أنواع الصبار), ونبتة سانت جونز
.

## اضطرابات الرؤية
من الأعراض الجانبية للديجوكسين غير العادية هو أضطراب رؤية الألوان (غالباً الأصفر والأخضر) ويدعى الرؤية الصفراء (Xanthopsia). وقد تأثرت فترة فنسنت فان جوخ الصفراء بطريقة ما بالعلاج بالديجوكسين المتزامن. وتشمل الآثار السمية للعين التي يسببها الديجوكسين الرؤية الضبابية الشاملة، بالإضافة إلى رؤية هالة حول كل نقطة ضوء. ويمكن رؤية هذا التأثير في لوحة «ليلة النجوم» للرسام فان جوخ. وتدعم الآلة على استخدام فان جوخ للديجوكسين بواسطة العديد من الصور الذاتية التي تحتوي على نبتة قفاز الثعلب(foxglove) التي يتم استخلاص الديجوكسين منها
.